# モンテギュ＝ド＝ケルシー
モンテギュ＝ド＝ケルシー （Montaigu-de-Quercy）は、フランス、オクシタニー地域圏、タルヌ＝エ＝ガロンヌ県のコミューン。

## 地理
ケルシー地方にある。より正確に言えば、プティ・セウール川の流れるケルシー・ブラン地方である。モワサックの北33km、フュメルとロゼルトの中間に位置している。

## 由来
地名は、castello quem vocant Montem acutumという名称で証明されている。これはすなわち、『モン・エギュ（mont aigu）と呼ばれる城』を意味しており、1040年や1328年の文書に登場する。
地名は、ラテン語で山を意味するmons、尖った形状を示すacutusからきている。

## 歴史
1580年、町はリュド伯爵率いる王党軍に守られていたが、アグリッパ・ドービニェ率いる新教徒軍に制圧された。

## 人口統計
| 1962年 | 1968年 | 1975年 | 1982年 | 1990年 | 1999年 | 2008年 | 2014年 |
| ------ | ------ | ------ | ------ | ------ | ------ | ------ | ------ |
| 1589   | 1596   | 1481   | 1526   | 1634   | 1440   | 1415   | 1369   |

参照元:1962年から1999年までは複数コミューンに住所登録をする者の重複分を除いたもの。それ以降は当該コミューンの人口統計によるもの。1999年までEHESS/Cassini、2006年以降INSEE。